# Rudolf von der Aa
Rudolf von der Aa (17 de octubre de 1913 en Wiederitzsch - 13 de junio de 1991 en Berlín)  fue un veterinario alemán.

## Vida
Von der Aa estudió medicina veterinaria y se doctoró en 1951 en la Universidad de Leipzig con la disertación: "Una contribución a la teoría de la adsorción en pequeños animales domésticos".  Después de trabajar como asistente en microbiología, en 1955 fue nombrado jefe veterinario y jefe en funciones del departamento veterinario del Ministerio de Agricultura y Silvicultura de la RDA. En 1956 se convirtió en asistente principal en el Instituto de Higiene Animal en la Universidad Humboldt de Berlín. Desde 1957 fue profesor titular y director del Instituto de Higiene Veterinaria de la Universidad Humboldt de Berlín. 
El 14 de agosto de 1961 apareció en un artículo de la primera página del periódico del partido SED Neues Deutschland en el que calificaba de “correcto y necesario” el cierre de la frontera con Berlín Occidental el día anterior. 
Durante el mandato de 1967 a1968, fue decano de la Facultad de Veterinaria de la Universidad Humboldt de Berlín. 
En 1960 recibió el premio Veterinario de Honor de la República Democrática Alemana. También recibió la Orden Patriótica al Mérito de la RDA en bronce (1973) y la Medalla Hufeland en oro. En 1981, la Facultad de Veterinaria de la Universidad de Leipzig le otorgó el título de doctor honoris causa.

## Publicaciones
- Contribución a la teoría de la adsorción en pequeños animales domésticos, Leipzig 1951, DNB 480882517 (tesis doctoral Universidad de Leipzig, Facultad de Medicina Veterinaria, 24 de octubre de 1951, 48 páginas).
- Higiene en el campo, 1961.
- Sistemática bacteriana, con David H. Bergey, 1963.
- Enfermedades del ganado, con Ekkehard Wiesner, 1965.
- Problemas de higiene animal en grandes rebaños de ganado vacuno, 1969.
- Métodos de trabajo de higiene veterinaria, con Heinz Bähr, 1969.
- Productos de desecho de la producción animal y su importancia para la protección del medio ambiente, 1973.

## Literatura
- Calendario de académicos alemanes de Kürschner . Berlín 1966, página 1.
- Theophil Gerber : Personalidades de la agricultura, la silvicultura, la horticultura y la medicina veterinaria. Léxico biográfico. Nora, Berlín 2008, Vol. 1, página 11.
- Léxico biográfico de ciencias agrícolas de Gerber, 4. Edición actualizada y ampliada de 2014 a diciembre de 2021, http://nbn-resolving.de/urn:nbn:de:bsz:100-opus-19814A-13,, p.13.